# Chemillé-en-Anjou
Chemillé-en-Anjou é uma comuna francesa na região administrativa da Pays de la Loire, no departamento de Maine-et-Loire. Estende-se por uma área de 323,98 km². Em 2010 a comuna tinha 21 583 habitantes (densidade: 66,6 hab./km²).
A municipalidade foi estabelecida em 15 de dezembro de 2015 e consiste na fusão das antigas comunas de Chanzeaux, La Chapelle-Rousselin, Chemillé-Melay, Cossé-d'Anjou, La Jumellière, Neuvy-en-Mauges, Sainte-Christine, Saint-Georges-des-Gardes, Saint-Lézin, La Salle-de-Vihiers, La Tourlandry e Valanjou.